# گلدن کمرا
گلدن کمرا (آلمانی: Goldene Kamera)، یک جایزه سالانه فیلم و تلویزیون آلمانی است که توسط گروه رسانه‌ای فونکه اهدا می‌شود. مدل جایزه نقره با روکش طلا توسط هنرمند برلینی، ولفرام بک ساخته شد. ارتفاع آن ۲۵ سانتیمتر (تقریباً ۱۰ اینچ) و وزن آن ۹۰۰ گرم است.

## دسته‌بندی جوایز
بهترین بازیگر مرد/زن ملی، بهترین بازیگر مرد/زن بین‌المللی، بهترین فیلم تلویزیونی ملی، بهترین نمایش تلویزیونی ملی، بهترین بازیگر مرد/زن تازه‌وارد.